# Armășenii Noi
Armășenii Noi (węg. Ménaságújfalu) – wieś w Rumunii, w okręgu Harghita, w gminie Ciucsângeorgiu. W 2011 roku liczyła 314 mieszkańców.